# Дубовичі
Дубо́вичі —  село в Україні, у Кролевецькій міській громаді Конотопського району Сумської області. Населення становить 779 осіб станом на 01.01.2022. До 2020 орган місцевого самоврядування — Дубовицька сільська рада.
Засновано в XVI ст. Пізніше входило до Кролевецької сотні Ніжинського полку, було приписано до Крольовецької ратуші. З 1687 р. Дубовичи належали В. Л. Кочубею. У 1839 р. тут побудували цукровий і горілчаний заводи. З 1854 р. Дубовичи стали містечком, в 1923 р. – селом.
Село відоме своєю криницею, розташованою біля села поблизу автомагістралі Київ - Москва. За народними переказами історія цього унікального місця сягає глибини XVI ст. і пов’язана з образом Богоматері, ікону якої, начебто, саме в цьому місці знайшов пастух і якого засліпило сіяння її.

## Географія
Село Дубовичі знаходиться наберегу річки Ретик, вище за течією на відстані 7 км розташоване село Землянка (Шосткинський район), нижче за течією на відстані 4,5 км розташоване село Ретик. На річці велика загата (Панський став). До села примикає великий лісовий масив (сосна) - Урочище Тимошенкове. Поруч проходить автомобільна дорога М02 E101. До  міста Кролевець - 18 км.

## Назва
Назва села скоріше за все походить від породи дерева дуба, який дуже розповсюдженний в лісах біля села.
А ось одна з легенд про появу нашого села. Ще за далеких часів Київської Русі на місці нинішньої електропідстанції була збудована невелика дерев’яна фортеця. Ще й понині цю місцевість називають старожили «кріпості». Ця фортеця оберігала і зміцнювала південно-східні рубежі держави. А збудована вона була за повелінням київського князя Володимира Великого, який наказав зводити городи по Десні і по Остру, по Трубежу і по Сулі та Стугні. В давнину на цьому місці буяв старий мішаний ліс. Росли дуби, сосни, осика, береза, клен, явір. На цьому місці дуже вигідно було будувати не тільки фортецю, а і житло.
Річка Ретик була більшою, повноводною, а риби було стільки, що й руками можна ловити. Поряд був випас для коней – заплава річки Ретик, урочище Рудка. У кріпості спочатку тимчасово чергувала група озброєних дружинників до 20 чоловік. Вони виконували свою роботу почергово – одні вартували в дозорі, інші займались господарською роботою, заготовляли дрова, пасли коней, варили обід, ловили рибу, треті відпочивали. Дозорці час від часу змінювались. На зміну одних дружинників надсилали інших. Згодом дружинники забирали з собою сім'ї, будували землянки, хати й жили вже постійно. Так виникло поселення. Одні стверджують, що це поселення носило назву Дубовий хутір, інші – Дубовичі.

## Символіка

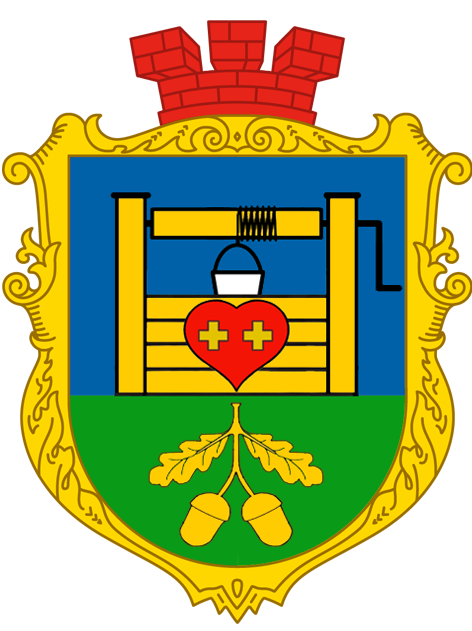
Проєкт герба с. Дубовичі

Герб затверджено 11 червня 2013 року. Герб є промовистим оскільки в нижній частині містить дубову гілочку, у верхній частині герб Кочубеїв - два золоті хрести в червоному серці. Оскільки Дубовичі раніше були містечком, герб має червону муровану корону.
Оскільки поточний герб порушує норми геральдики, був розроблений новий варіант, який надано громаді на розгляд. На синьому тлі зображена відома на увесь район Дубовицька криниця з цілющою водою (срібне відро). На криниці зображено родинний герб Кочубеїв (два золотих хрести на червоному серці), з якою село пов'язує 320 років спільної історії. Синє тло також взято з родинного герба Кочубеїв. Внизу на зеленому тлі (великі лісові масиви біля села) зображено золоту гілочку дуба, що вказує на назву села (герб є промовистим).

## Історія

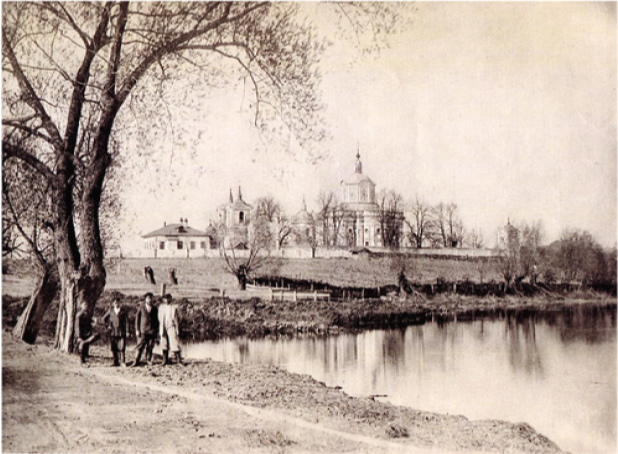
Храм Різдва Пресвятої Богородиці (світлина 1929 року)

Про заселення Дубович згадується у декількох письмових джерелах. В архіві Генеральної Канцелярії за № 9135 та праці А. Лазаревського «Описание старой Малороссии». Ці документи стверджують, що Дубовичі поселені в «пуще» одночасно з Черторигами та Землянкою. Черторизькі жителі в 1738 році розповідали: «…з давніх часів, понад 50 років тому, починаючи від села Черторійки аж до Воронежа, була вся пуща вільна, де і села селилися, а саме: Черториги, Дубовичі, Землянка». Згідно з актом за 1700 рік Дубовичі називають «давнім селом».  Посилаючись на «Историко-статистическое описание Черниговской епархии», «Описание старой Малороссии» Павлович П.А. стверджує, що «..заселення містечка розпочалось, імовірно, не пізніше XVI століття».
Першими поселенцями були селяни із-за Дніпра, які втікали від гніту польської шляхти. Приплив населення в Дубовичі особливо зріс після Національно-Визвольної війни під проводом Богдана Хмельницького, коли на Лівобережжі було знищено володіння польської шляхти, а  козацька старшина ще не захопила вільні угіддя на березі річок Реть та Ретик. В той час поселенці могли вільно рубати ліс, будувати хати і користуватись  природними угіддями. Але  зі збільшенням кількості населення, вільна пуща була значно вирубана. Тоді козацька старшина Воронізької сотні і заможні жителі села Дубовичі стали захоплювати великі ділянки лісових угідь, обкопуючи їх ровами, а бідноті залишились чагарники,  заборонили обкопувати ділянки. Цей масив називався «вольниця» і знаходився у володінні сільської громади.
До 80-х років XVII ст. Дубовичі було вільним селом. «Сначала село это «прислушано» к Кролевецкой ратуше». Згідно з універсалом І. С. Мазепи від 12 травня 1699 року село Дубовичі переходило у володіння Кочубея. 
З 1854 року Дубовичі стали  містечком, у якому проводилось три ярмарки, працювала низка дрібних підприємств, на цукровому заводі проводились наукові дослідження, функціонували освітні заклади, бібліотеки, соціальні установи, око милували архітектурними витворами три церкви.
12 червня 2020 року, відповідно до розпорядження Кабінету Міністрів України № 723-р «Про визначення адміністративних центрів та затвердження територій територіальних громад Сумської області», село увійшло до складу Кролевецької міської громади.
19 липня 2020 року, в результаті адміністративно-територіальної реформи та ліквідації Кролевецького району, увійшло до складу новоутвореного Конотопського району.
24 лютого 2022 під час виконання бойового завдання поблизу села загинули Ревенко Владислав Дмитрович та Семеняк Михайло Сергійович

## Дубовичі і Кочубеї

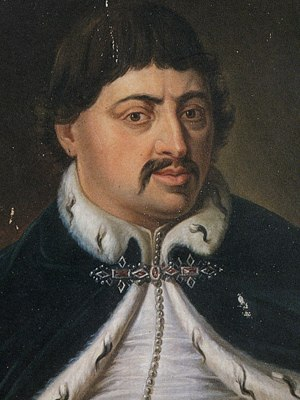
Василь Леонтійович Кочубей

Більше 320-ти років доля села Дубовичі була пов'язана з долею родини Кочубеїв. У 80-х роках XVII ст. село Дубовичі, орні землі, ліси та пасовиська навколо  поступово переходять у володіння Василя Леонтійовича Кочубея.
До 1743 року Дубовичами та хутором Ретик володів старший син Василя Леонтійовича та Любові Федорівни Василь Васильович
По духовному заповіту Василь Васильович розділив маєтки між синами, «підстарший» син Василь Васильович отримав Дубовичі, Ярославець та х. Ретик. У 1777 році «при участии вкладом и трудами Василя Васильовича Кочубея» (напис на кам'яній дошці в заалтарній стіні храму Різдва Пресвятої Богородиці) було розпочато будівництво храму в центрі села Дубовичі. 26 травня 1781 року Василь Васильович склав заповіт, у якому заповів дружині Марфі Дем'янівні села Ярославець, Дубовичі, хутір Ретик з Яциківським та Новим млинами.
У грудні 1779 року в кам'яній церкві с. Дубовичі Ніжинського полку був похований Генеральний обозний (1751—1779 рр.) Глухівського періоду в історії України Кочубей Семен Васильович (1725–1779).
Василь Васильович з Марфою Дем'янівною мали двох дітей — сина Василя та дочку Єлизавету. В родині Кочубеїв, віддаючи данину поваги Василю Леонтійовичу, багато дітей називали ім'ям Василь. Василем був син Василя Леонтійовича, один з внуків теж був Василем. Василь Васильович був Василю Леонтійовичу правнуком. До речі, наступні  два володарі маєтку в селі Дубовичі також були Василями Васильовичами.
Як єдиний спадкоємець, Василь Васильович успадкував від матері маєтки, зокрема і Дубовицький та Ярославецький. Молоду дружину Василь Васильович привіз у Ярославецький маєток. Тут у них у 1784 році народився первісток — і знову Василь Васильович. Потім народились ще чотири сини — Дем'ян (1786), Олександр (1787), Аркадій (1790), Іван (1791) і три доньки — Клавдія, Варвара і Олена. Іван, Клавдія та Варвара померли в дитинстві, а інші брати мали великі досягнення в службовій кар'єрі. В березні 1800 року Василь Васильович раптово помер у віці 50 років.
Олена Василівна  згідно з духовним заповітом чоловіка  успадкувала його маєтки і взяла управління в свої руки. Управляла протягом 25 років. Восени 1836 року Олена Василівна поїхала в гості до молодшого сина Аркадія, який служив на посаді губернатора Орловської губернії. По дорозі застудилась і померла 23 грудня 1836 року.
Згідно з заповітом матері, Олени Василівни, у 1816 році маєтки Кочубеїв було розділено між братами Василем, Дем'яном, Олександром та Аркадієм. По роздільному акту з братами 7 жовтня 1822 року маєток у селі Дубовичі перейшов у володіння старшого сина Василя Васильовича. У 1839 році Василь Васильович збудував на околиці села Дубовичі цукровий вогневий завод, поряд винокурний та костопальний. Але цей завод проіснував недовго. Вже у 50-х роках XIX ст. досить швидко здійснювалась технічна перебудова підприємств цукрової галузі. Так звані «вогневі» цукрові заводи не витримали конкуренції з більш продуктивними «паровими». (головним у цьому процесі був перехід від виварювання соку і сиропу на «голому вогні» до його згущення парою). Вже у другій половині XIX ст. цукровий завод припинив своє існування.
У 1842 році серед вікового бору на березі річки Ретик, у слободі Ретик, що знаходиться неподалік Дубович, Дем'ян Васильович Кочубей збудував паперову фабрику. З Англії було завезено необхідне устаткування, встановлена парова машина потужністю 30 кінських сил, виготовлена механіком Варфоломеєвим у м. Клинці, Брянської губернії. На фабриці виробляли різноманітний папір  - голландський, обгортковий.
До  реформи 1861 року всі землі в селі Дубовичі, якими володіли Кочубеї, складали один маєток, за винятком невеликої площі, яка належала іншим дворянам і козакам.  По обидва береги річки Ретик розташоване було містечко з панською садибою.
Після реформи 1861 року господарство Кочубеїв у Дубовичах, оточене селянськими землями, не пристосоване до нових соціально-економічних умов, дуже змінилось. Частина земель, особливо за часів опікунського правління з 1878 по 1882 рік, була розпродана.
До 70-х років XIX ст. значну частину цінних порід дерев у лісових масивах маєтку було вирубано. Дуб у вигляді чистих насаджень старшого віку зовсім відсутній, його замінив дубовий ліс у поєднанні з іншими породами. Ось таке господарство  успадкувала Варвара Василівна.

## Радянський період
Село постраждало внаслідок геноциду українського народу, проведеного урядом СССР 1932–1933 та 1946–1947 роках.
23 лютого 1942 р. в історії партизанського  руху Сумщини відбулася яскрава подія: у селі Дубовичі відбувся  військовий парад у ворожому тилу і Веселовський бій, проведений з'єднанням сумських  партизанів під командуванням  Сидора Ковпака і Семена Руднєва.  Партизан на той момент було  дуже мало. Але, щоб показати свою міць,  одні й ті ж люди проходили по селу,  потім у лісі переодягалися, і підтягнуті колони бійців  знову ступали на центральну площу населеного  пункту. Все це робилося для того, щоб продемонструвати ворогові і місцевим жителям,  що партизан - ковпаківців - багато, і армія наша непереможна.  Після цього параду в загін прийшли багато нових добровольців.
В радянські часи біла села стояли ракети націлені на Західну Європу.

## Населення

### Мова
Розподіл населення за рідною мовою за даними перепису 2001 року:
| Мова            | Кількість | Відсоток |
| --------------- | --------- | -------- |
| українська      | 1244      | 97.04%   |
| російська       | 37        | 2.89%    |
| інші/не вказали | 1         | 0.07%    |
| Усього          | 1282      | 100%     |

## Економіка
- Дубовицьке лісництво.
- ТОВ «Дубовичі», сільське господарство.
- ТОВ «Дубовичі-Агро», агрофірма.
- ТОВ Дубовицький завод сільгосптехніки (ТОВ ДЗСТ) починаючи з 2009 року, виготовляє навісне обладнання для тракторів, займається серійним виробництвом деталей і запчастин, виконанням разових замовлень, відновленням деталей за кресленням, ескізом або зразком, виробництвом металоконструкцій.[6] Підприємство було створено на базі колгоспної майстерні, спочатку займалося ремонтом, потім металообробкою. І в 2013 році завод почав робити техніку за своїми власними кресленнями. Першими були снігоприбиральне обладнання на базі МТЗ, потім відвали для Т-150, захоплення, навантажувачі. Підприємство невелике, працює 21 чоловік. У 2018 році завод увійшов до державної програми компенсації.[7]
- Вітділення Укрпошти № 41321.
- Вітділення Нової почти № 1.
- Аптечний пункт.

13 підприємців.

## Об'єкти соціальної сфери
На території села функціонують:
- Дубовицька загальноосвітня школа I-III ступенів (20 вчителів та  97 учнів).
- Амбулаторія загальної практики / сімейної медицини (АЗПСМ).
- Дубовицький Будинок Культури.
- Дитячий садок.
- Історико-культурний комплекс "Кочубеївський".

Населення села Дубовичі на 2011 рік становить 1020 жителів. Постійно проживає в селі 969 чол.

## Культура, спорт, духовне життя

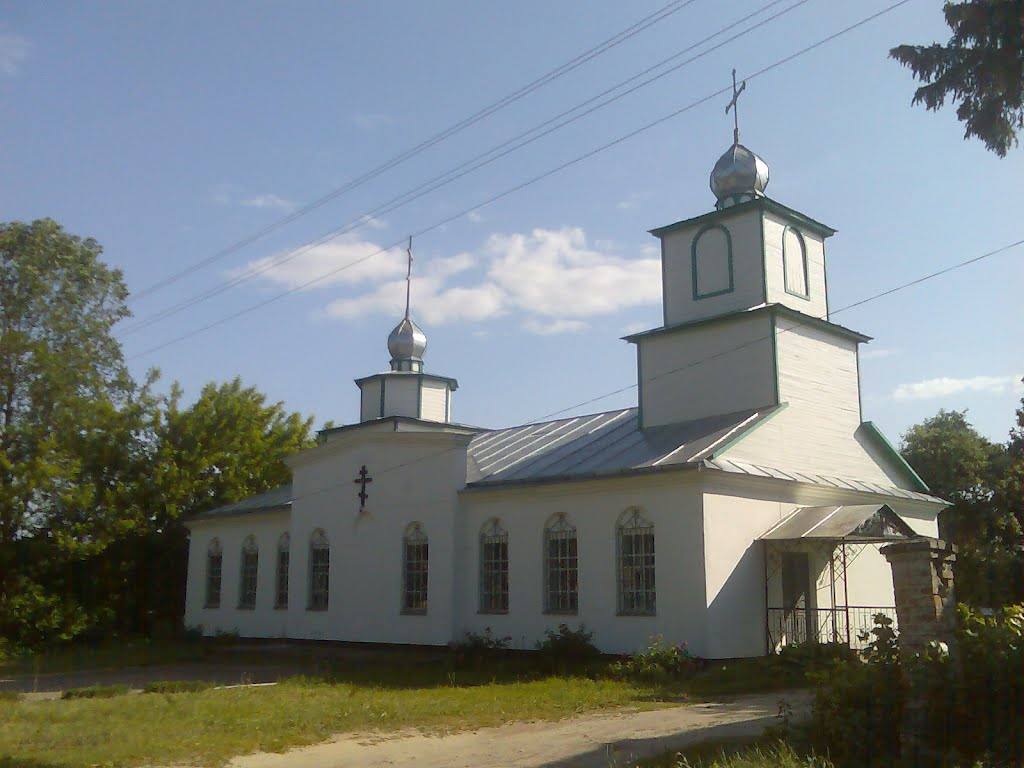
Храм Різдва Пресвятої Богородиці

З часів запровадження десятирічної освіти у Дубовичах була відкрита і працює донині середня школа. Середню освіту в Дубовицькій десятирічці здобували жителі навколишніх сіл Кролевецького та Глухівського районів: Тулиголово, Бистрика, Білогривого, Землянки та ін.
Починаючи з 1929 у будинку культури функціонує знаменитий дубовицький хор. Про нього у музеї зібрані унікальні фото та інші експозиційні матеріали різних років.
В 1998 р. відновлено парафію (церковну громаду). На початку 2000 років розпочав функціонувати Храм Різдва Пресвятої Богородиці.
В 1948 році в Дубовичах була створена футбольна команда. Вона є однією з найстаріших команд Кролевецького та Глухівського районів. Зараз назва футбольної команди "Діброва" (Дубовичі). З 2021 року команда вистуває в футбольних та футзальних турнірах Конотопського району. 
В 2018 році в Дубовичах була створена хокейна команда.
В 2021 році створено спортивну громадську організацію "ДІБРОВА ДУБОВИЧІ" (ГО "ДІБРОВА ДУБОВИЧІ").

## Пам'ятки
- Дубовицька криниця

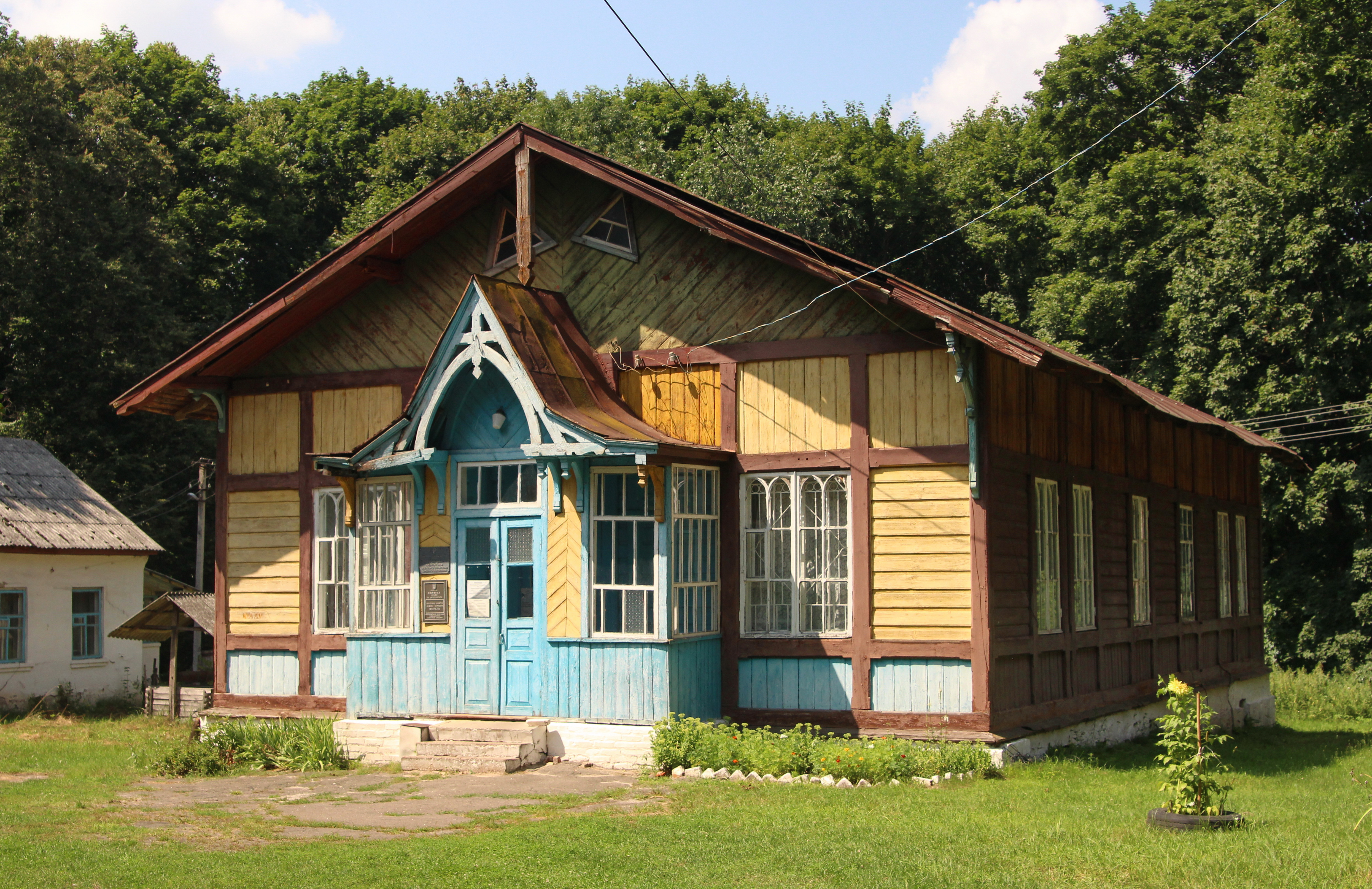
Комплекс споруд садиби Кочубеїв флігель

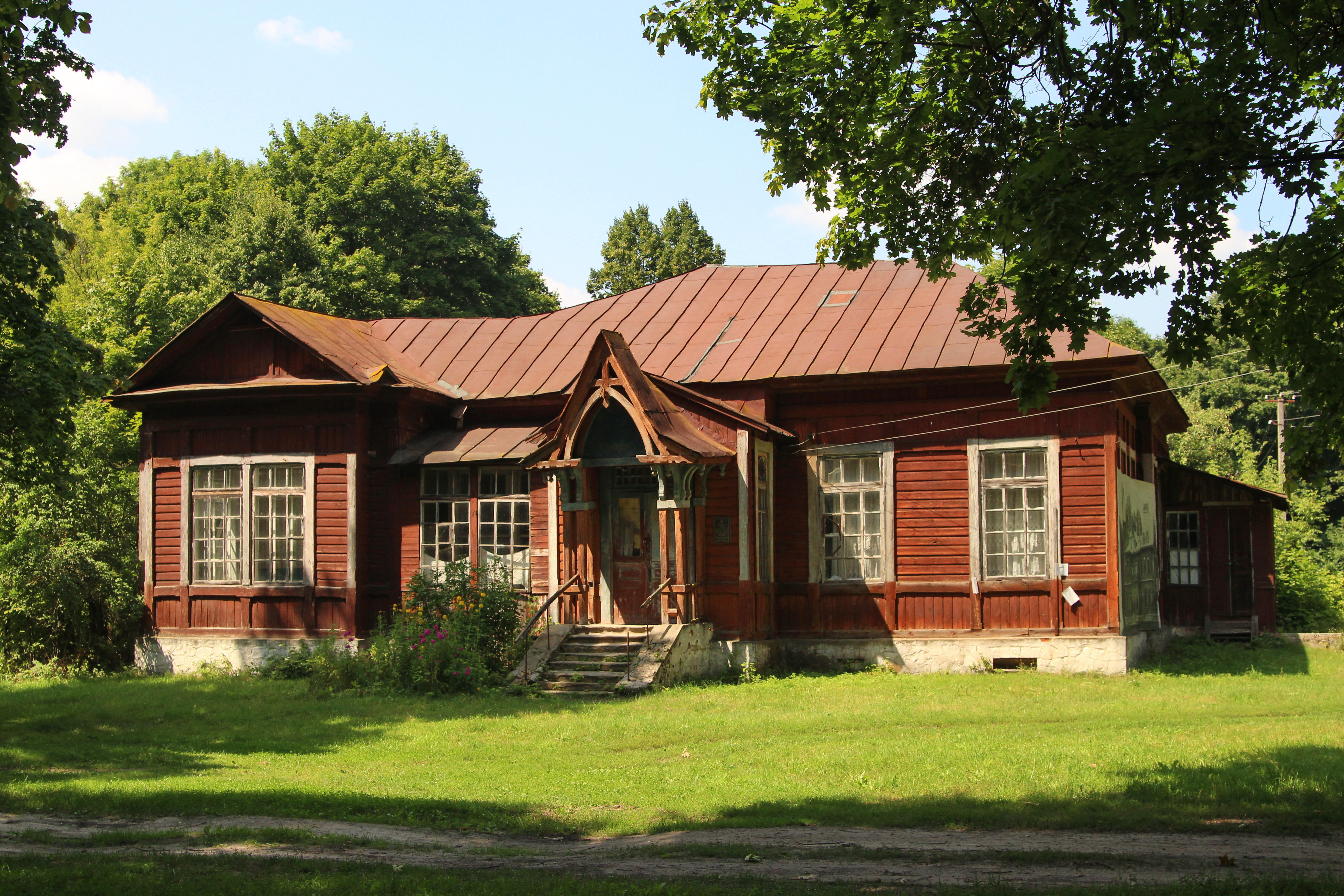
Резиденція сім'ї Кочубеїв (наш час)

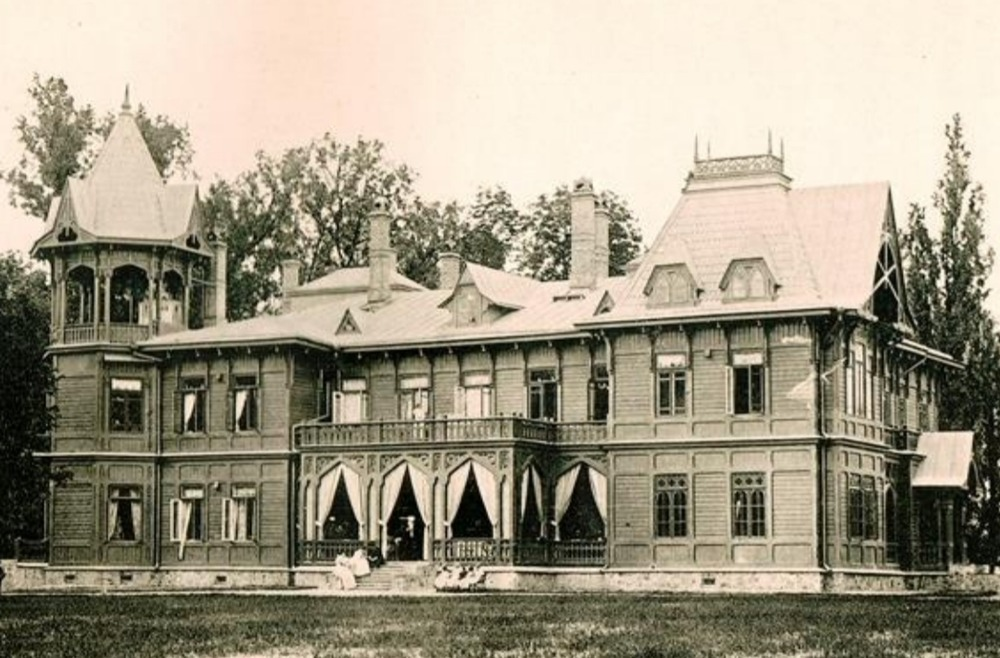
Резиденція сім'ї Кочубеїв (вигляд споруди приблизно до 1917 р.)

- Ікона Божої Матері "Дубовицької". За легендою вона була знайдена в густій траві на лісовому пасовиську в другій половині XVI століття. Є припущення, що вона випала з воєнного обозу, який віз церковний інвентар. Як розповідає легенда, пастух, який гнав в цьому місці стадо та розмахував пугою, ненароком зачепив нею ікону Богоматері. Від ікони раптом засяяло незвичайне світло засліпивши пастуха і він впав на землю. В безтямі він і був знайдений і перенесений до священика. Коли прийшов до тями, пастух розповів про те, що відбулось при виді на ікону. Священник і багато прихожан пішли на вказане місце і знайшли лежачу в траві святу ікону. Вона була поставлена в Архангельській церкві села. З того часу тут відбуваються чудесні зцілення. З 1861 року чудотворна Дубовичська ікона з хресним ходом переносилася для молебного співу перед нею в місто Кролевець. Наразі ікона загублена, але зберігся ряд копій. Існує шанована копія, яка знаходиться в Києві, в Софійському соборі.
- «Кочубеївський парк» - парк-пам'ятка садово-паркового мистецтва.
- Геологічний музей. Музей знаходиться у приміщенні Дубовицької сільської ради. Тут представлені результати геологічних процесів,  сучасні технології іїх використання, зібрані унікальні зразки гірських порід та мінералів. Усе це можливо не лиши оглянути, а й потримати в руках. На території музею працює магазин з продажу каміння, де справжні поціновувачі можуть підібрати оберіг згідно з знаком Зодіаку. Планується розробка геологічних та гідрологічних маршрутів навколо пам'яток природи, що знаходяться на теренах Кролевеччини.[8]

## Відомі люди
В селі народилися:
- Власенко Іван Афанасійович (1907—1995) — полковник Радянської Армії, учасник боїв на Халхін-Голі і Другої світової війни, Герой Радянського Союзу (1945).
- Гузенко Олексій Сергійович — український військовик, учасник російсько-української війни[9].
- Ковальчук Катерина Павлівна (1923—2006) — свинарка, Герой Соціалістичної Праці (1966 р.).
- Коломієць Олександр Павлович (1885 — 10 січня 1938) — член Української Центральної Ради.
- Лесик Іван Андрійович (1918—1964) — генерал-майор Радянської Армії, учасник Другої світової війни, Герой Радянського Союзу (1945).
- Мажуга Данило Йосипович (1885—1962) —  конструктор опалювальних котлів. Котел мажугівської системи працював до 80-х років у приміщенні музичної школи. Для водозабірної башти у Кролевці для заправки паровозів водою виготовив клепані резервуари.[10]
- Стругацький Натан Залманович — батько  радянських письменників фантастів, сценаристів Аркадія та Бориса Стругацьких. Народився у 1892 році в містечку Дубовичі (середнім з трьох синів у сім'ї адвоката, агента страхової спілки Залмана Стругацького).
- Горбач Максим Іванович (1919—1987) — радянський вояк, Герой Радянського Союзу (1945).
- Копа Максим Олександрович —  український військовик, учасник російсько-української війни

В селі працювали:
- Карабут Федосій Пилипович — заслужений вчитель, директор школи в селі Дубовичі, відомий краєзнавець українського козацького походження, батько українського філософа і поета Карабута Володимира Федосійовича;[11],[12].
- Сердюк Сергій Віталійович — український військовик, учасник російсько-української війни[13].
- Шпіченко Надія Сергіївна -  бухгалтер і фінансист.

## Цікаві факти
- Родина Кочубеїв в селі Дубовичі складалася з одних Василів Васильовичів. Одного із нащадків обов'язково називали Василем на честь Василя Леонтійовича.[14]
- В Кочубеївському парку ростуть 200-річні модрини
- В романі "Населений острів" братів Стругацьких Дубовичи - це вигадане містечко в країні Невідома Земля, де розгортається частина подій. Воно не має прямого прототипу в реальному світі.[15]